# Stekelboom
De stekelboom (Kalopanax septemlobus) is een loofboom uit de klimopfamilie (Araliaceae) en tevens de enige soort binnen zijn geslacht. De soort werd beschreven door Carl Peter Thunberg en werd vervolgens door Gen'ichi Koidzumi in 1925 in een ander geslacht geplaatst.

## Kenmerken
De stekelboom groeit tot een hoogte van maximaal 30 meter en een stamdiameter van 70 cm. De handvormige bladeren van de soort zijn verspreidstaand en hebben een lengte van 20,5 à 29 cm. De bladeren hebben 5 à 7 spitse lobben en doen daarmee denken aan het blad van een esdoorn. De bladeren zijn groen en verkleuren in het najaar tot geel of rood. De stam van de soort is grijs tot zwartachtig en is voorzien van stekels.

## Verspreiding
De soort komt voor in het noordoosten, oosten en zuiden van China, het Koreaans Schiereiland en Japan en heeft een relictvoorkomen in het Russische Verre Oosten in Primorje en het uiterste zuiden van Sachalin. In het noordelijkste deel van het verspreidingsgebied komt de soort voor in boreale bossen, terwijl de soort in Japan en China te vinden is in subtropische bossen.

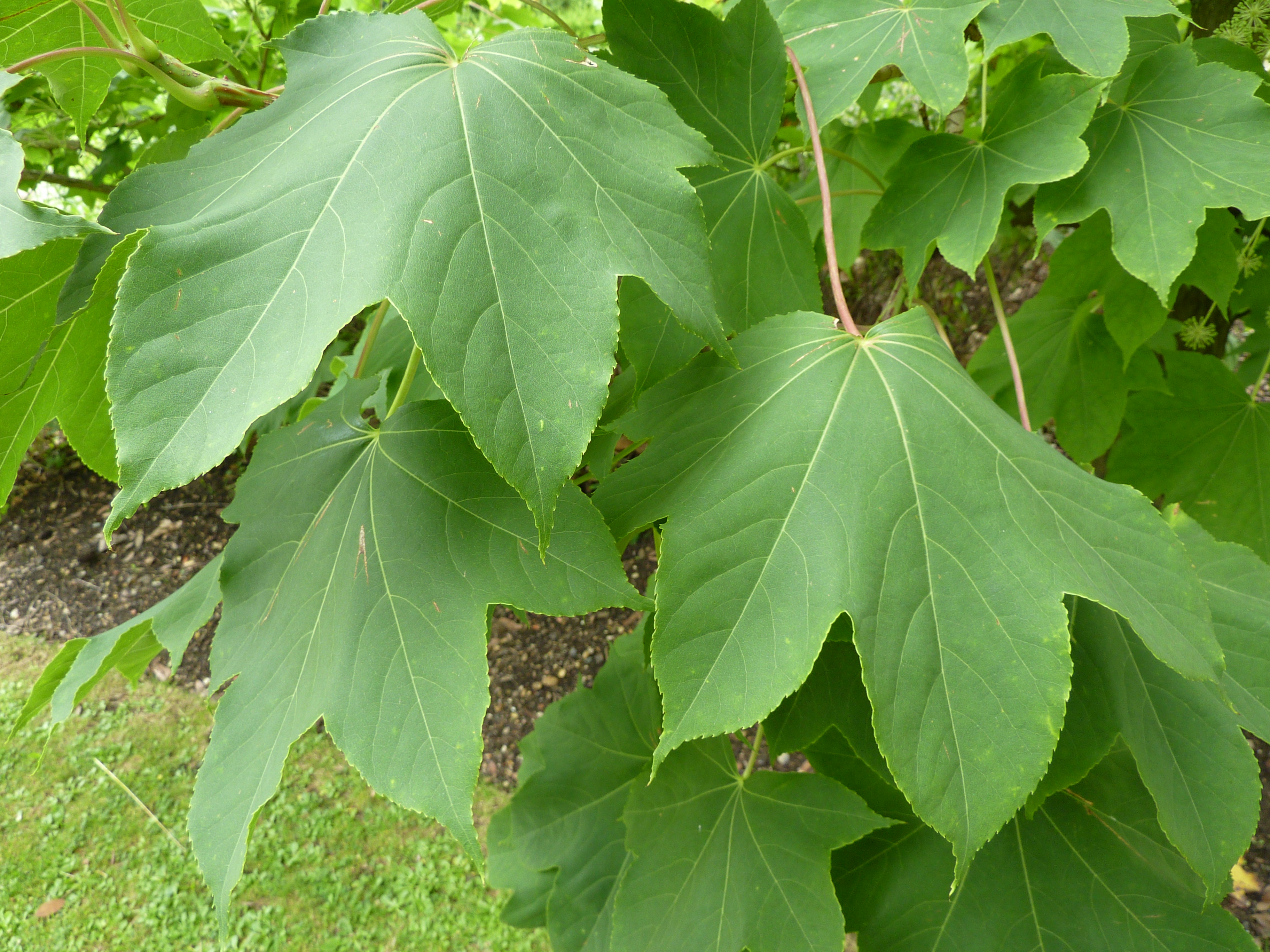
Bladeren
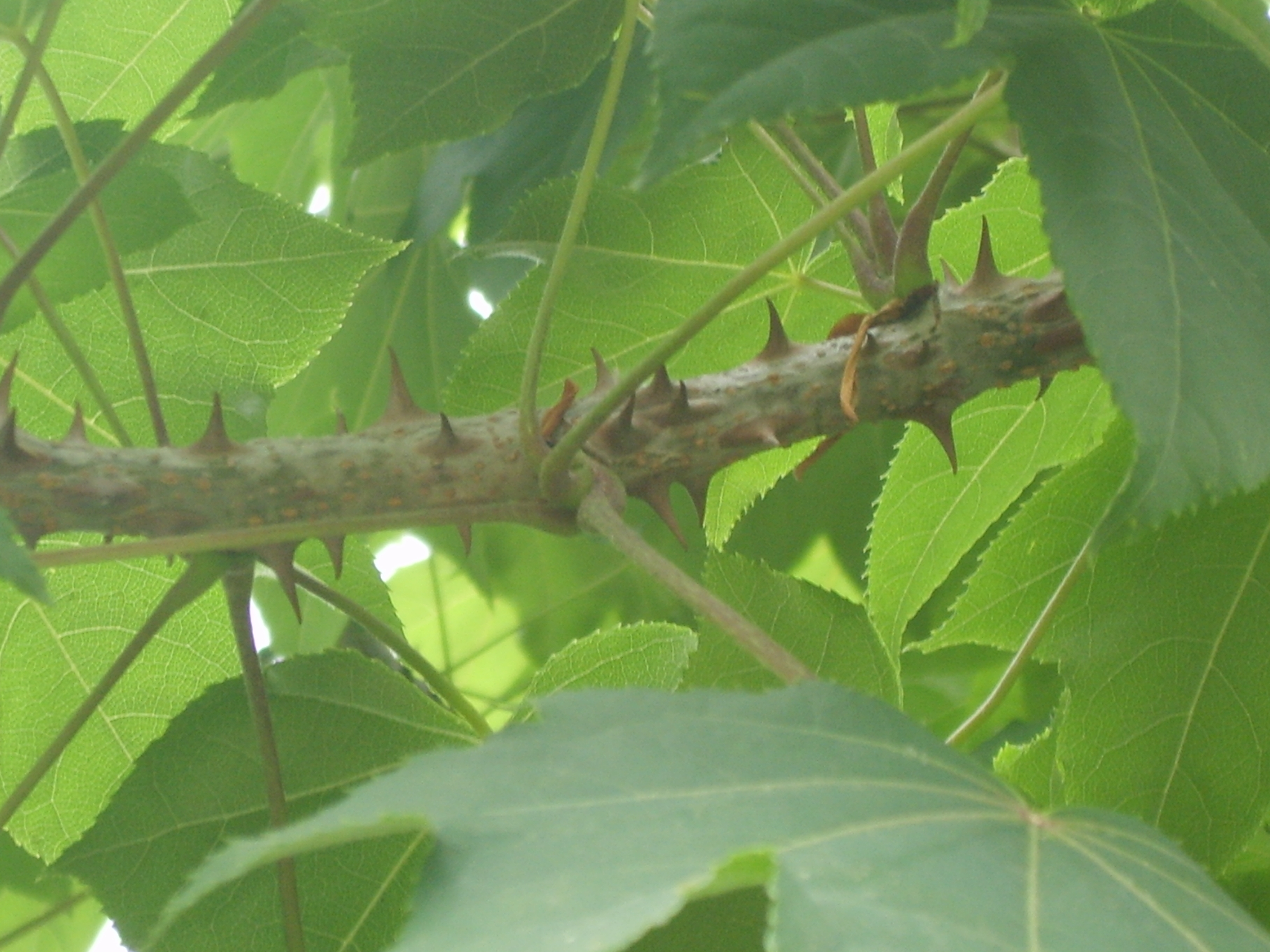
Tak met stekels
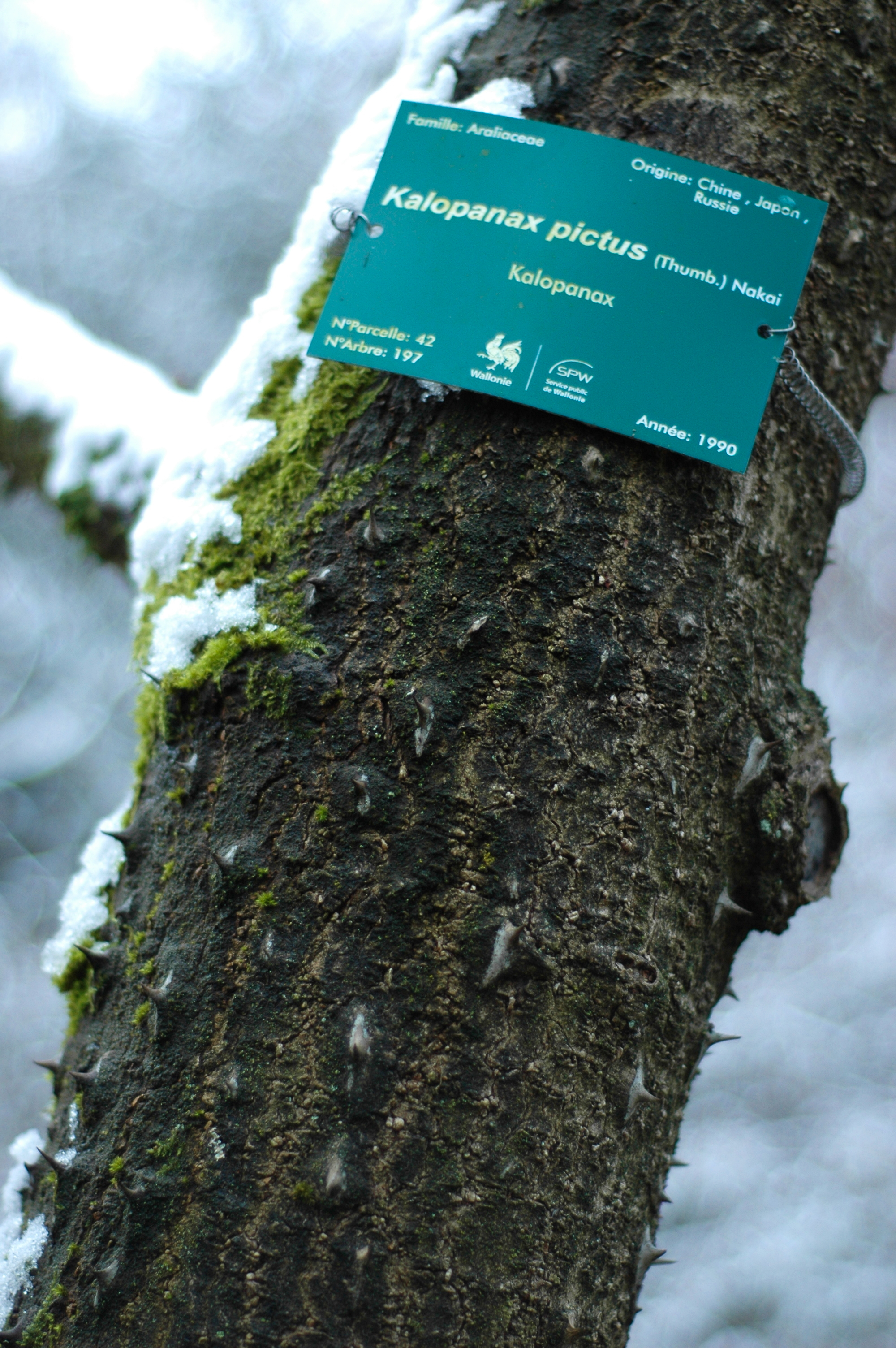
Structuur en kleur van de stam, inclusief stekels
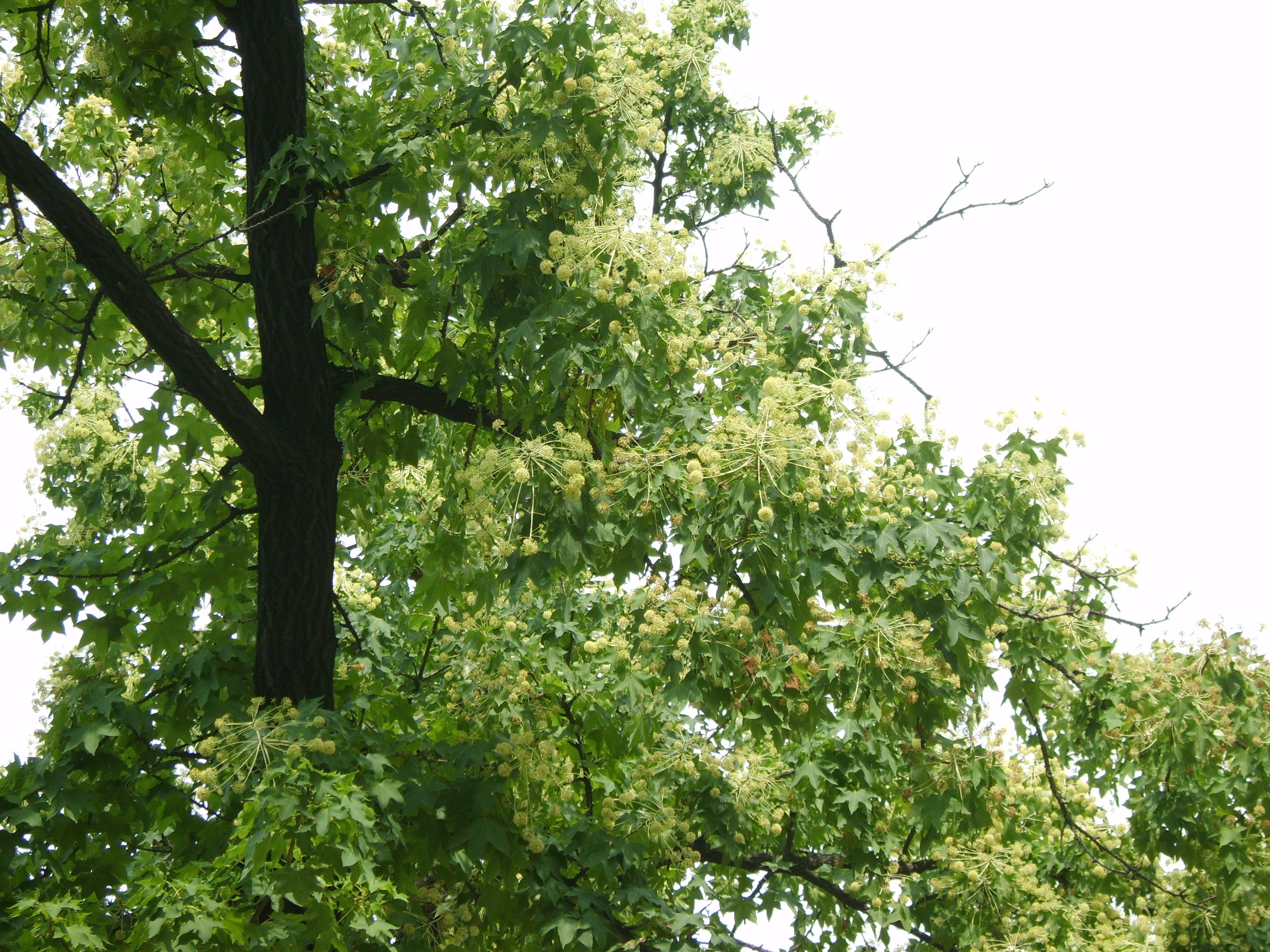
Bloeiende stekelboom in Zuid-Korea
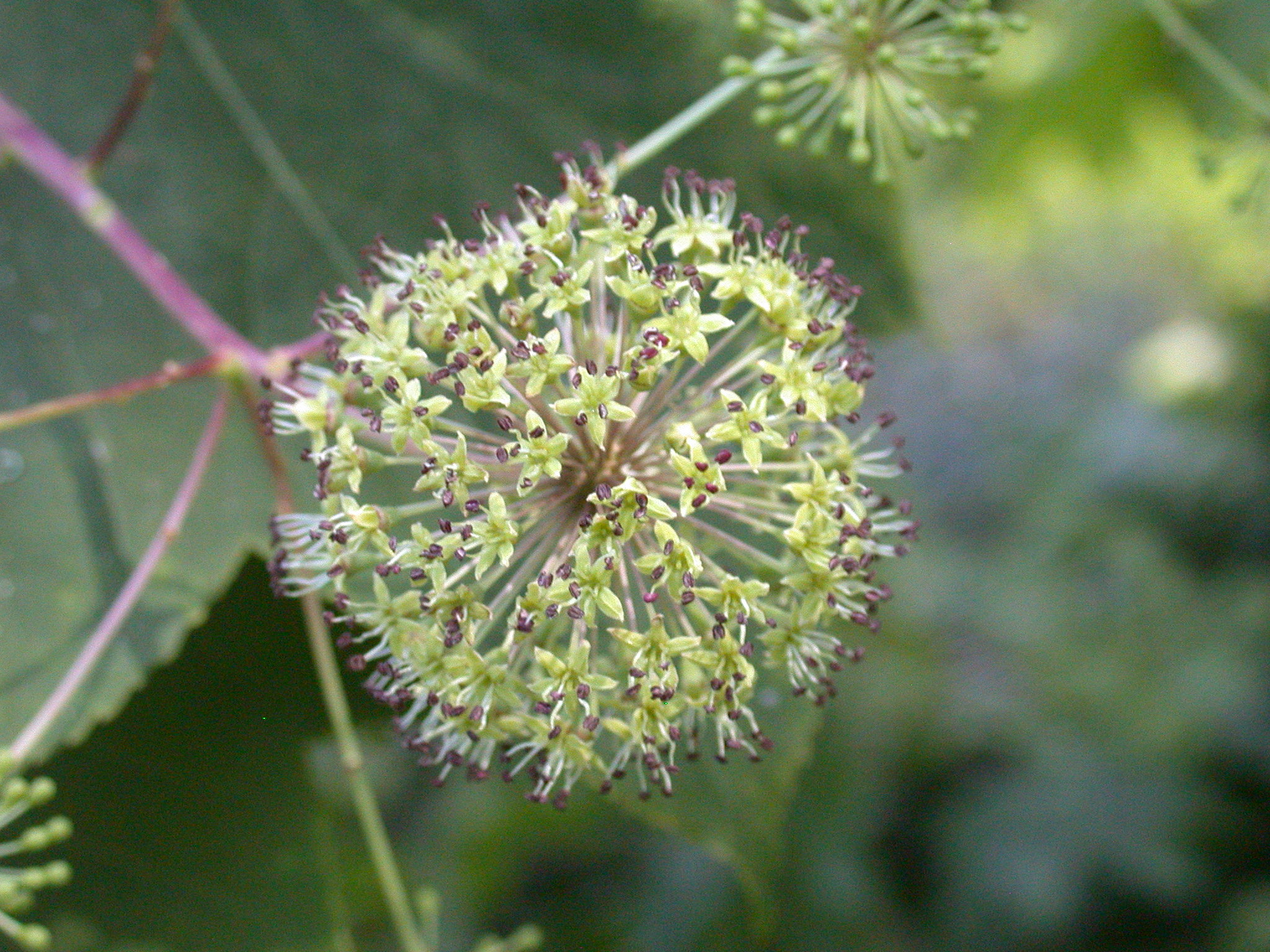
Bloeiende stekelboom